# Єлохін Агій Олександрович
Агі́й Олекса́ндрович Єло́хін (рос. Агей Александрович Елохин; нар. 16 грудня 1912 — пом. 23 червня 1942) — радянський військовий льотчик-винищувач часів Другої світової війни, командир ескадрильї 69-го винищувального авіаційного полку (21-а змішана авіаційна дивізія Південного фронту), старший лейтенант. Герой Радянського Союзу (1942).

## Життєпис
Народився 16 грудня 1912 року в селі Знаменському Ірбітського повіту Пермської губернії Російської імперії (нині — Ірбітське муніципальне утворення Свердловської області) в селянській родині. Росіянин. Здобув початкову освіту. Згодом закінчив Тавдинську школу ФЗУ, льотну школу і паралельно — десятирічку. Працював на лісозаготівлях, на заводі, на гідроелектростанції.
У лавах РСЧА з 20 листопада 1934 року, коли був зарахований до Єйської військової авіаційної школи морських льотчиків. Після закінчення школи — пілот 25-ї легкої бомбардувальної авіаційної ескадрильї. Навесні 1939 року переведений командиром ланки в Одесу, до новосформованого 69-го винищувального авіаційного полку. З 21 червня 1941 року — командир 4-ї ескадрильї цього полку.
Учасник героїчної оборони Одеси. До вересня 1941 року здійснив 128 бойових вильотів, з них 63 — на штурмовку наземних військ супротивника, 26 — на повітряну розвідку, провів 39 повітряних боїв.
Після виведення полку на поповнення і переформування у 9-й гвардійський винищувальний авіаційний полк, гвардії капітан А. О. Єлохін був призначений штурманом полку.
26 червня 1942 року заступник командира 9-го гвардійського винищувального авіаційного полку гвардії капітан А. О. Єлохін загинув у повітряному бою.
Похований у братській могилі в селі Широкому Близнюківського району Харківської області.

## Нагороди
Указом Президії Верховної Ради СРСР від 10 лютого 1942 року за зразкове виконання бойових завдань командування на фронті боротьби з німецькими загарбниками та виявлені при цьому відвагу і героїзм, старшому лейтенантові Єлохіну Агію Олександровичу присвоєне звання Героя Радянського Союзу з врученням ордена Леніна і медалі «Золота Зірка» (№ 987).
Також був нагороджений орденами Червоного Прапора (05.11.1941), Червоної Зірки і медаллю «За оборону Одеси».

## Пам'ять
Ім'ям Агія Єлохіна названо вулицю в рідному селі.